# ماجدالينا كوش
ماجدالينا كوش (بالبولندية: Magdalena Koch)‏ هي أكاديمية بولندية، ولدت في 1958.